# Apozomus alligator
Apozomus alligator är en spindeldjursart som beskrevs av Harvey 1992. Apozomus alligator ingår i släktet Apozomus och familjen Hubbardiidae. Inga underarter finns listade i Catalogue of Life.